# Synergetyka
Synergetyka (gr. „sin” – wspólny, „ergos” – działanie) – interdyscyplinarny kierunek naukowy mający na celu opis procesów samoorganizacji układów dynamicznych, w których lokalnie występuje zjawisko wzrostu miary wewnętrznej organizacji, czyli zmniejszanie się ich entropii.
Termin ten został wprowadzony przez Hermana Hakena. Synergetyka funkcjonuje na pograniczu takich dyscyplin jak fizyka, chemia, biologia i nauki techniczne. Wykorzystując podstawowe prawa fizyki zmierza głównie do wyjaśnienia zjawisk spontanicznego formowania się złożonych, zdolnych do samoreprodukcji związków organicznych, a w konsekwencji procesów powstania życia.